# Rémi Mathis
Pour les articles homonymes, voir Mathis.
Rémi Mathis, né le 20 novembre 1982 à Besançon, est un conservateur et historien français.
Président de Wikimédia France de 2011 à 2014 et conservateur à la Bibliothèque nationale de France depuis 2010, il est spécialiste des estampes anciennes, du jansénisme et du XVIIe siècle.

## Biographie

### Jeunesse et formation
Né le 20 novembre 1982 à Besançon,,,, Rémi Roger Mathis, après une khâgne au lycée Carnot de Dijon, entre à l'École nationale des chartes (ENC) en 2003. À partir de 2006, après avoir obtenu un master en histoire, il prépare une thèse de doctorat, finalement non soutenue,,,. Il sort de l'ENC avec le diplôme d'archiviste paléographe en 2007,,, puis de l'École nationale supérieure des sciences de l'information et des bibliothèques (ENSSIB) avec celui de conservateur des bibliothèques en 2008.

### Historien et conservateur
Après avoir dirigé la bibliothèque de sciences humaines et sociales de l'université Paris Descartes de 2008 à 2010, il est, depuis 2010, conservateur au département des estampes et de la photographie de la Bibliothèque nationale de France, responsable des collections du XVIIe siècle et des Nouvelles de l'estampe, dont il est le rédacteur en chef jusqu'en 2021.
Il est chargé de cours à l'ENC en histoire et techniques de l'estampe et initiation aux bibliothèques et à la bibliographie.
Il est membre du Comité national de l'estampe et écrit régulièrement sur des artistes contemporains comme Charles Donker. Il est également membre des conseils d'administration de l'association Nonfiction, rédaction au sein de laquelle il est aussi critique, et de la Société des Amis de Port-Royal.
Ses recherches portent sur l'histoire du XVIIe siècle, et en particulier le jansénisme et l'histoire diplomatique. Sa thèse qu'il n'a pas soutenue, sous la direction de Lucien Bély et Olivier Poncet, est consacrée à Simon Arnauld de Pomponne. Frédéric Joignot dans Le Monde le dit « bon connaisseur de l’histoire diplomatique du XVIIe siècle ». Il a tiré de ce projet de thèse, en 2012, un ouvrage sur les relations entre Pomponne et Robert Arnauld d'Andilly : Le Solitaire et le Ministre : autour de la correspondance Arnauld d'Andilly-Arnauld de Pomponne (1642-1673). Il a codirigé, en 2009, un colloque transversal (qui s'est tenu à l'École normale supérieure de Lyon) sur la notion de « mise à l'écart » au XVIIe siècle, dont les actes ont été publiés l'année suivante dans les Papers on French Seventeenth Century Literature, et, en 2011, un colloque sur les dernières années de l'abbaye de Port-Royal, publié en 2012. Il est membre du comité scientifique de l'exposition Mousquetaires ! en 2014 au musée de l'Armée (Invalides).
En 2015, il est commissaire d'une exposition sur l'estampe sous le règne de Louis XIV au Getty Research Institute, à Los Angeles, et à la Bibliothèque nationale de France,.
Il est depuis 2015 directeur des éditions du Comité national de l'estampe,. La même année, il fonde avec Yann Sordet et Malcolm Walsby la Société française de bibliographie, dont il devient le trésorier.

Armoiries administratives de la région Bourgogne-Franche-Comté (2017).

En 2017, il dessine les armoiries de la nouvelle région Bourgogne-Franche-Comté, créées par un « collectif d’historiens et d’archivistes francs-comtois et bourguignons, membres des sociétés savantes ».

### Militant de la libre diffusion des connaissances
Rémi Mathis est président du conseil d'administration de Wikimédia France de 2011 à 2014. Il est engagé dans la légalisation de la liberté de panorama en France et contre la privatisation de la numérisation des œuvres du domaine public.
En 2012, il est l'un des cinq signataires d'une lettre ouverte au ministre de la Culture pointant l'enjeu de l'autorisation de la photographie au musée. Cette initiative a donné lieu à la constitution d'un groupe de travail ministériel, qui a abouti à la publication en 2014 de la charte « Tous photographes » du ministère, encourageant la photographie et le large partage des collections par ce média dans le respect de règles simples et de la législation.
En avril 2013, la DCRI, agence de renseignements intérieurs française, exerce des pressions sur Rémi Mathis afin de lui faire supprimer l'article « Station hertzienne militaire de Pierre-sur-Haute » sur Wikipédia en français. Le Figaro écrit : « Rémi Mathis obtempère sous la pression ». Peu après, la page Wikipédia est restaurée et, porté par un effet Streisand, l'article en question devient en l'espace de quelques heures le plus consulté sur la Wikipédia en français et est traduit dans d’autres langues,,,,.
Jimmy Wales nomme Rémi Mathis « Wikipédien de l’année » à l’occasion de Wikimania en août 2013 à Hong Kong. Un sondage commandé par la région Île-de-France le classe à la dixième place des personnalités associées au mot « savoir ».
En 2014, il est pressenti pour être nommé par le ministère de la Culture au collège de la Hadopi. Le secrétaire général de l'institution Éric Walter souligne l'intérêt de son expertise pour le collège et les missions de la Hadopi. Il n'est cependant pas retenu : selon plusieurs observateurs (comme Électron libre, ZDnet, Numérama, etc.), son nom déplaisait aux représentants des ayants droit.
Après avoir quitté la présidence de Wikimédia France, il fonde son conseil scientifique, dont il prend la présidence, cette même année 2014. Le 18 octobre 2017, il annonce, en même temps que Cédric Villani, Frédéric Martel et Laurent Le Bon, démissionner de Wikimédia France et de son conseil scientifique, s'insurgeant de l'inaction supposée de la Wikimedia Foundation face aux dénonciations de harcèlement allégué, dont l'une concerne le président de la fondation Christophe Henner. Florence Devouard avance alors qu'il serait « manipulé » par Nathalie Martin, directrice exécutive sortante et l'un des protagonistes de la crise de l'été 2017.
Il publie en 2021 un livre sur Wikipédia, Wikipédia, dans les coulisses de la plus grande encyclopédie du monde, aux éditions First,,. Il y retrace les débuts de l'encyclopédie, notamment la période où, en 2000 à Chicago, Jimmy Wales recrute la deuxième figure de Wikipédia, Larry Sanger, qui « dans un premier temps », va « développer Nupedia », les deux pionniers de l'encyclopédie en ligne partageant « une philosophie de la raison » qui « accorde une importance toute particulière à la notion d’individu agissant ».

### Engagement local
Il est président de la Société d'histoire locale et de protection du patrimoine de Villejuif.
Lors des élections municipales 2020, il est en 16e position sur la liste de Léonor Brucker (investie par le parti La République en marche) à Villejuif dans le Val-de-Marne,. À l'issue du premier tour, la liste termine au 5e rang avec 5,32 % des suffrages,.

### Décorations
- Chevalier de l'ordre des Palmes académiques[58] (2017)
- Chevalier de l'ordre des Arts et des Lettres[59],[60] (2014)
- Médaille de la jeunesse, des sports et de l'engagement associatif, argent

## Publications

### Ouvrages
- Les Bibliographies nationales rétrospectives : entre recherche d’identité et identité de la recherche (mémoire d'études pour le diplôme de conservateur des bibliothèques remanié), Sarrebruck, Éditions universitaires européennes, 2010, 120 p. (ISBN 978-613-1-51011-3, présentation en ligne).
- Le Solitaire et le Ministre : autour de la correspondance Arnauld d'Andilly-Arnauld de Pomponne (1642-1673) (préf. Olivier Poncet), Paris, Nolin, coll. « Univers Port-Royal » (no 21), 2012, 271 p. (ISBN 978-2-910487-40-9).
- Florilège : jardin extraordinaire (ill. Johann Walter), Paris, Bibliothèque nationale de France, coll. « L'Œil curieux » (no 7), 2016, 47 p. (ISBN 978-2-7177-2707-4)  — extraits du Florilège de Nassau-Idstein de Johann Walter.
- Wikipédia, dans les coulisses de la plus grande encyclopédie du monde, First, 2021, 219 p. (ISBN 978-2-4120-6420-7).

### Directions d'ouvrages
- Dir. avec Valérie Sueur-Hermel (préf. Michel Pastoureau), Animal, Paris, Bibliothèque nationale de France, 2014, 164 p. (ISBN 978-2-7177-2615-2)  — traduit en anglais.
- Dir. avec Peter Fuhring, Louis Marchesano et Vanessa Selbach, Images du Grand Siècle : l'estampe française au temps de Louis XIV, 1660-1715, Paris-Los Angeles, Bibliothèque nationale de France-Getty Research Institute, 2015, XI + 331 (ISBN 978-2-7177-2663-3)  — version en anglais.

### Éditions
- Champfleury, Chien-Caillou, Paris, Comité national de l'estampe, coll. « Après la lettre » (no 1), 2016, 24 p. (ISBN 979-10-96279-00-5).
- Robert Nanteuil, Poèmes et Maximes, Paris, Comité national de l’estampe, coll. « Après la lettre » (no 2), 2016, 24 p., 25 cm (ISBN 979-10-96279-01-2).